# 无锡市第六人民医院
31°28′02″N 120°07′21″E / 31.46734°N 120.12237°E
无锡市第六人民医院，是中国江苏省的一所医院，为二级甲等医院，原位于无锡市南长街256号，现位于无锡市滨湖区湖山路30号。

## 沿革
无锡市第六人民医院原为南长人民医院，始建于1958年，后改为无锡市老年病医院。之后再次更为无锡市第六人民医院。